# Actinopus longipalpis
Actinopus longipalpis är en spindelart som beskrevs av Carl Ludwig Koch 1842. Actinopus longipalpis ingår i släktet Actinopus och familjen Actinopodidae.
Artens utbredningsområde är Uruguay. Inga underarter finns listade i Catalogue of Life.